# Misumena ritujae
Misumena ritujae is een spinnensoort in de taxonomische indeling van de krabspinnen (Thomisidae).
Het dier behoort tot het geslacht Misumena. De wetenschappelijke naam van de soort werd voor het eerst geldig gepubliceerd in 2008 door Pawan U. Gajbe.